# آنپلاگد ام‌تی‌وی در نیویورک
آنپلاگد ام‌تی‌وی در نیویورک (به انگلیسی: MTV Unplugged in New York) نام آلبوم آنپلاگد گروه گرانج نیروانا است. آلبوم آنپلاگد نیروانا در ۱۸ نوامبر ۱۹۹۳ در استودیوی سونی در نیویورک و برای سری تلویزیونی آنپلاگد ام‌تی‌وی ضبط شده‌است. این اجرا توسط بث مک‌کارتی کارگردانی شد و اولین بار در تاریخ ۱۴ دسامبر ۱۹۹۳ از شبکهٔ کابلی تلویزیون ام‌تی‌وی پخش شد.
برخلاف روال برنامه‌هایی از این دست، نیروانا در این اجرا بیشتر به کارهای کم‌تر شناخته شدهٔ گروه و چند کاور از وزلینز، میت پاپتس، دیوید بووی و لیدبلی پرداخت. آنپلاگد ام‌تی‌وی در نیویورک نخستین آلبوم نیرواناست که پس از خودکشی مشکوک کرت کوبین در آوریل ۱۹۹۴ روانهٔ بازار شد.
آلبوم به سرعت به رتبهٔ نخست بیلبورد ۲۰۰ دست یافت و با فروش بیش از ۵ میلیون نسخه در آمریکا (تا سال ۱۹۹۷) تبدیل به موفق‌ترین آلبوم نیروانا پس از فروپاشی گروه شد. آنپلاگد نیروانا در زمان انتشارش در بریتانیا هم برای یک هفته در صدر جدول پرفروش‌ترین آلبوم‌ها جای گرفت و به‌مدت ۳۹ هفته (غیر پیوسته) در آن جدول حضور داشت. آلبوم به خاطر توانایی گروه در اجرای موفق قطعات، در ژانری متفاوت از آنچه که تا به آن زمان اجرا کرده بودند مورد تحسین قرار گرفت. در نسخهٔ پخش شده در ام‌تی‌وی دو آهنگ «Something in the Way» و «Oh, Me» حذف شد و فقط ۱۲ آهنگ روی آنتن رفت.
آنپلاگد ام‌تی‌وی در نیویورک در سال ۱۹۹۵ موفق شد جایزهٔ گرمی بهترین اجرای آلترنتیو سال را از آن خود کند. نسخه کامل این اجرا در ۲۰ نوامبر ۲۰۰۷ بر روی دی وی دی منتشر شد.

## آهنگ‌ها[۶]
| شماره | نام آهنگ                            | معنی نام                | آهنگ‌ساز             | مدت  |
| ----- | ----------------------------------- | ----------------------- | ------------------- | ---- |
| ۱     | About a Girl                        | «دربارهٔ یک دختر»        | کرت کوبین           | ۳:۳۷ |
| ۲     | Come as You Are                     | «همان‌طور که هستی بیا»   | کرت کوبین           | ۴:۱۳ |
| ۳     | Jesus Doesn't Want Me for a Sunbeam |                         | وزلینز (کلی و مک‌کی) | ۴:۳۷ |
| ۴     | The Man Who Sold the World          | «مردی که دنیا را فروخت» | دیوید بووی          | ۴:۲۰ |
| ۵     | Pennyroyal Tea                      | «چای پونه»              | کرت کوبین           | ۳:۴۰ |
| ۶     | Dumb                                | «گُنگ»                   | کرت کوبین           | ۲:۵۲ |
| ۷     | Polly                               | «پالی»                  | کرت کوبین، نیروانا  | ۳:۱۶ |
| ۸     | On a Plain                          | «بر فراز یک دشت»        | کرت کوبین، نیروانا  | ۳:۴۴ |
| ۹     | Something in the Way                | «چیزی در راه»           | کرت کوبین، نیروانا  | ۴:۰۱ |
| ۱۰    | Plateau                             | «فلات»                  | میت پاپتس (کرک‌وود)  | ۳:۳۸ |
| ۱۱    | Oh, Me                              | «آه، من»                | میت پاپتس (کرک‌وود)  | ۳:۲۶ |
| ۱۲    | Lake of Fire                        | «دریاچهٔ آتش»            | میت پاپتس (کرک‌وود)  | ۲:۵۶ |
| ۱۳    | All Apologies                       | «همهٔ عذرخواهی‌ها»        | کرت کوبین           | ۴:۲۳ |
| ۱۴    | ‎Where Did You Sleep Last Night?‎     | «دیشب کجا خوابیدی؟»     | لیدبلی              | ۵:۰۸ |

## رتبهٔ آلبوم در جدول فروش کشورها
| جدول فروش (سال ۱۹۹۴ میلادی)             | بالاترین جایگاه |
| --------------------------------------- | --------------- |
| بیلبورد ۲۰۰(ایالات متحده)               | ۱               |
| جدول رسمی فروش آلبوم‌ها در پرو           | ۱               |
| جدول رسمی فروش آلبوم‌ها در پادشاهی متحده | ۱               |
| جدول رسمی فروش آلبوم‌ها در اتریش         | ۱               |
| جدول رسمی فروش آلبوم‌ها در زلاندنو       | ۱               |
| جدول رسمی فروش آلبوم‌ها در هلند          | ۱               |
| جدول رسمی فروش آلبوم‌ها در اتریش         | ۱               |
| جدول رسمی فروش آلبوم‌ها در اسپانیا       | ۱               |
| جدول رسمی فروش آلبوم‌ها در سوئد          | ۲               |
| جدول رسمی فروش آلبوم‌ها در سویس          | ۳               |
| جدول رسمی فروش آلبوم‌ها در فنلاند        | ۳               |
| جدول رسمی فروش آلبوم‌ها در نروژ          | ۶               |
| جدول رسمی فروش آلبوم‌ها در آلمان         | ۶               |
| جدول رسمی فروش آلبوم‌ها در مجارستان      | ۹               |
| جدول رسمی فروش آلبوم‌ها در ایتالیا       | ۱۶              |
| جدول رسمی فروش آلبوم‌ها در ژاپن          | ۲۰              |